# Berëzovskij rajon (Kraj di Perm')
Il Berëzovskij rajon (in russo Берёзовский муниципальный район Пермского края?) è un distretto municipale del territorio di Perm', in Russia; il capoluogo è Berëzovka. Ricopre una superficie di 1.977 chilometri quadrati.